# Oceania Sevens 2017
El Oceania Sevens de 2017 fue la décima edición del torneo de rugby 7 masculino de Oceanía.
Se disputó del 10 al 11 de noviembre en Suva, Fiyi.

## Fase de grupos

### Grupo A
| Equipo          | Encuentros | Encuentros | Encuentros | Encuentros | Tantos  | Tantos    | Tantos     | Puntos |
| Equipo          | jugados    | ganados    | empatados  | perdidos   | a favor | en contra | diferencia | Puntos |
| --------------- | ---------- | ---------- | ---------- | ---------- | ------- | --------- | ---------- | ------ |
| Fiyi            | 2          | 2          | 0          | 0          | 59      | 5         | +54        | 6      |
| Samoa Americana | 2          | 0          | 1          | 1          | 19      | 38        | −19        | 3      |
| Nueva Caledonia | 2          | 0          | 1          | 1          | 14      | 49        | −35        | 3      |

### Grupo B
| Equipo        | Encuentros | Encuentros | Encuentros | Encuentros | Tantos  | Tantos    | Tantos     | Puntos |
| Equipo        | jugados    | ganados    | empatados  | perdidos   | a favor | en contra | diferencia | Puntos |
| ------------- | ---------- | ---------- | ---------- | ---------- | ------- | --------- | ---------- | ------ |
| Nueva Zelanda | 2          | 2          | 0          | 0          | 82      | 0         | +82        | 6      |
| Islas Cook    | 2          | 1          | 0          | 1          | 27      | 36        | −9         | 4      |
| Nauru         | 2          | 0          | 0          | 2          | 0       | 73        | −73        | 2      |

### Grupo C
| Equipo        | Encuentros | Encuentros | Encuentros | Encuentros | Tantos  | Tantos    | Tantos     | Puntos |
| Equipo        | jugados    | ganados    | empatados  | perdidos   | a favor | en contra | diferencia | Puntos |
| ------------- | ---------- | ---------- | ---------- | ---------- | ------- | --------- | ---------- | ------ |
| Australia     | 2          | 2          | 0          | 0          | 75      | 7         | +68        | 6      |
| Tonga         | 2          | 1          | 0          | 1          | 14      | 24        | −10        | 4      |
| Islas Salomón | 2          | 0          | 0          | 2          | 0       | 58        | −58        | 2      |

### Grupo D
| Equipo             | Encuentros | Encuentros | Encuentros | Encuentros | Tantos  | Tantos    | Tantos     | Puntos |
| Equipo             | jugados    | ganados    | empatados  | perdidos   | a favor | en contra | diferencia | Puntos |
| ------------------ | ---------- | ---------- | ---------- | ---------- | ------- | --------- | ---------- | ------ |
| Samoa              | 3          | 3          | 0          | 0          | 121     | 14        | +107       | 9      |
| Papúa Nueva Guinea | 3          | 2          | 0          | 1          | 73      | 41        | +32        | 7      |
| Vanuatu            | 3          | 1          | 0          | 2          | 24      | 85        | −61        | 5      |
| Tuvalu             | 3          | 0          | 0          | 3          | 22      | 100       | −78        | 3      |

### Etapa eliminatoria

#### Copa de oro
|  | Cuartos de final   | Cuartos de final   | Cuartos de final |               |           | Semifinales | Semifinales | Semifinales |  |               | Copa          | Copa | Copa |  |
|  |                    |                    |                  |               |           |             |             |             |  |               |               |      |      |  |
|  |                    |                    |                  |               |           |             |             |             |  |               |               |      |      |  |
|  | Australia          | Australia          | 22               |               |           |             |             |             |  |               |               |      |      |  |
|  | Australia          | Australia          | 22               |               |           |             |             |             |  |               |               |      |      |  |
|  | Papúa Nueva Guinea | Papúa Nueva Guinea | 21               |               |           |             |             |             |  |               |               |      |      |  |
|  | Papúa Nueva Guinea | Papúa Nueva Guinea | 21               |               | Australia | Australia   | 0           |             |  |               |               |      |      |  |
|  |                    |                    |                  |               | Australia | Australia   | 0           |             |  |               |               |      |      |  |
|  |                    |                    | Nueva Zelanda    | Nueva Zelanda | 31        |             |             |             |  |               |               |      |      |  |
|  | Nueva Zelanda      | Nueva Zelanda      | Nueva Zelanda    | Nueva Zelanda | 31        | 58          |             |             |  |               |               |      |      |  |
|  | Nueva Zelanda      | Nueva Zelanda      |                  |               |           |             |             |             |  |               |               |      |      |  |
|  | Samoa Americana    | Samoa Americana    | 0                |               |           |             |             |             |  |               |               |      |      |  |
|  | Samoa Americana    | Samoa Americana    | 0                |               |           |             |             |             |  | Nueva Zelanda | Nueva Zelanda | 0    |      |  |
|  |                    |                    |                  |               |           |             |             |             |  | Nueva Zelanda | Nueva Zelanda | 0    |      |  |
|  |                    |                    | Fiyi             | Fiyi          | 26        |             |             |             |  |               |               |      |      |  |
|  | Samoa              | Samoa              | Fiyi             | Fiyi          | 26        | 45          |             |             |  |               |               |      |      |  |
|  | Samoa              | Samoa              |                  |               |           |             |             |             |  |               |               |      |      |  |
|  | Tonga              | Tonga              | 0                |               |           |             |             |             |  |               |               |      |      |  |
|  | Tonga              | Tonga              | 0                |               | Samoa     | Samoa       | 7           |             |  |               |               |      |      |  |
|  |                    |                    |                  |               | Samoa     | Samoa       | 7           |             |  |               |               |      |      |  |
|  |                    |                    | Fiyi             | Fiyi          | 17        |             |             |             |  |               |               |      |      |  |
|  | Fiyi               | Fiyi               | Fiyi             | Fiyi          | 17        | 57          |             |             |  |               |               |      |      |  |
|  | Fiyi               | Fiyi               |                  |               |           |             |             |             |  |               |               |      |      |  |
|  | Islas Cook         | Islas Cook         | 0                |               |           |             |             |             |  |               |               |      |      |  |
|  | Islas Cook         | Islas Cook         | 0                |               |           |             |             |             |  |               |               |      |      |  |
|  |                    |                    |                  |               |           |             |             |             |  |               |               |      |      |  |

| Bandera de Fiyi |
| Campeón Fiyi    |
| 3.er título     |